# Leichtathletik-Weltmeisterschaften 2013/4 × 400 m der Männer

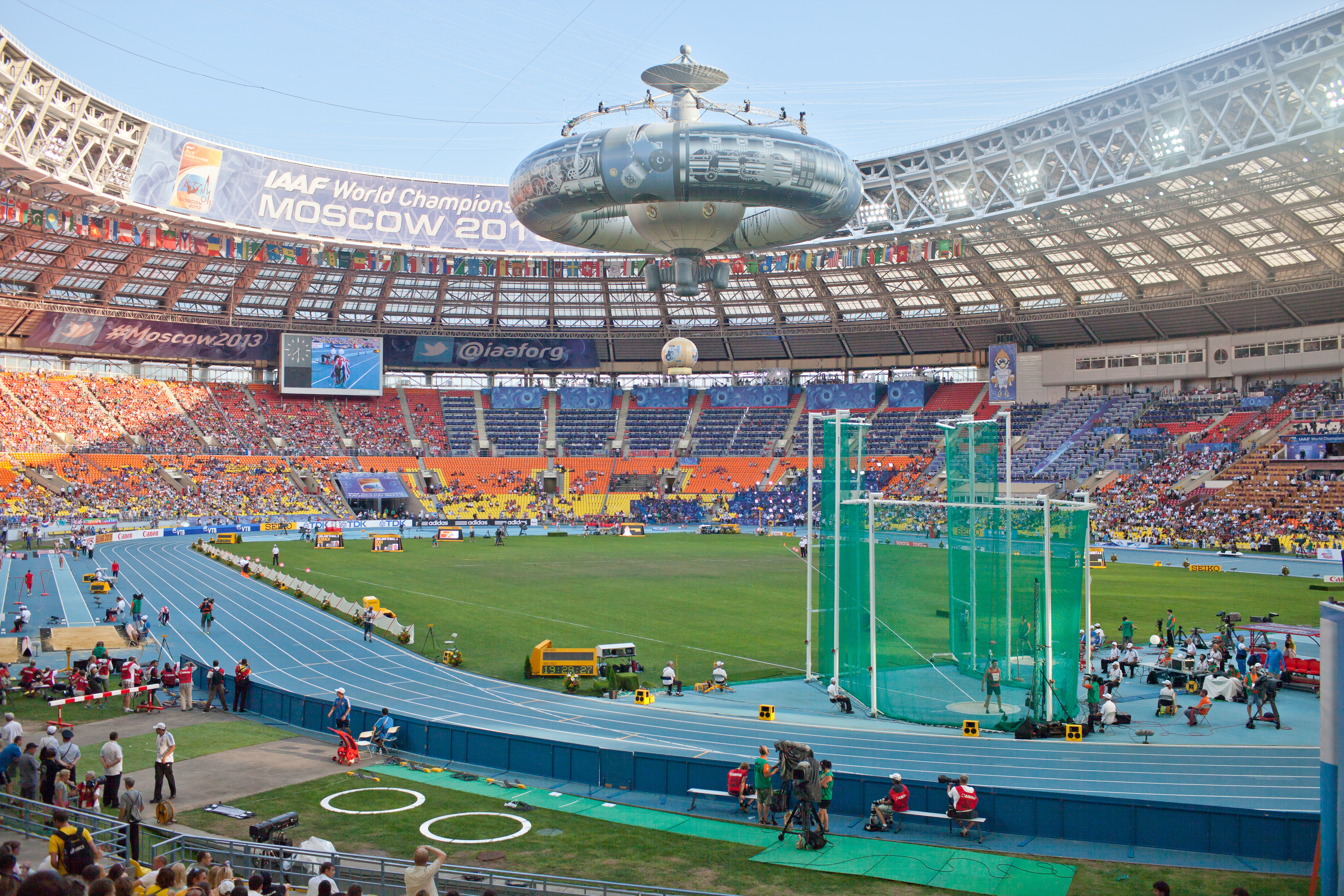
Das Olympiastadion Luschniki während der Weltmeisterschaften

Die 4-mal-400-Meter-Staffel der Männer bei den Leichtathletik-Weltmeisterschaften 2013 wurde am 15. und 16. August 2013 im Olympiastadion Luschniki der russischen Hauptstadt Moskau ausgetragen.
Weltmeister wurden die Vereinigten Staaten in der Besetzung David Verburg, Tony McQuay (Finale), Arman Hall und LaShawn Merritt (Finale) sowie den im Vorlauf außerdem eingesetzten Joshua Mance und James Harris.

Den zweiten Platz belegte Jamaika mit Rusheen McDonald, Edino Steele, Omar Johnson (Finale) und Javon Francis sowie dem im Vorlauf außerdem eingesetzten Javere Bell.

Bronze ging an Großbritannien in der Besetzung Conrad Williams, Martyn Rooney, Michael Bingham und Nigel Levine (Finale) sowie dem im Vorlauf außerdem eingesetzten Jamie Bowie.
Auch die nur im Vorlauf eingesetzten Läufer erhielten entsprechendes Edelmetall. Rekorde und Bestleistungen standen dagegen nur den tatsächlich laufenden Athleten zu.

## Bestehende Rekorde
| Weltrekord | 2:54,29 min | USA (Andrew Valmon, Quincy Watts, Harry Reynolds, Michael Johnson) | WM 1993 in Stuttgart, Deutschland | 22. August 1993 |
| WM-Rekord  | 2:54,29 min | USA (Andrew Valmon, Quincy Watts, Harry Reynolds, Michael Johnson) | WM 1993 in Stuttgart, Deutschland | 22. August 1993 |

Der bestehende WM-Rekord wurde bei diesen Weltmeisterschaften nicht eingestellt und nicht verbessert.
Die vor den Weltmeisterschaften bestehende Weltjahresbestleistung wurde hier dreimal verbessert:
- 3:00,41 min – Jamaika (Rusheen McDonald, Javere Bell, Edino Steele, Javon Francis), 1. Vorlauf am 15. August
- 2:59,85 min – USA (James Harris, David Verburg, Joshua Mance, Arman Hall), 2. Vorlauf am 15. August
- 2:58,71 min – USA (David Verburg, Tony McQuay, Arman Hall, LaShawn Merritt), Finale am 16. August

## Doping
Die zunächst drittplatzierte russische Staffel wurde wegen Verstoßes gegen die Antidopingbestimmungen ihres Startläufers Maxim Dyldin disqualifiziert, Der Sportler hatte einen Dopingtest versäumt und wurde vom Internationalen Sportgerichtshof CAS vom 6. Januar 2017 an für vier Jahre gesperrt. Seine mit der russischen 4-mal-400-Meter-Staffel gewonnenen Medaillen bei den Europameisterschaften 2010 und diesen Weltmeisterschaften wurden ihm aberkannt.
Benachteiligt wurde eine Mannschaft, der dadurch die Teilnahme am Finale verwehrt wurde. Nach den erzielten Resultaten war dies die Staffel aus Deutschland, die sich in der Besetzung David Gollnow, Eric Krüger, Thomas Schneider und Jonas Plass als Zweite im dritten Vorlauf über ihre Platzierung für die Finalteilnahme qualifiziert hatte.

## Vorrunde
Die Vorrunde wurde in drei Läufen durchgeführt. Die ersten beiden Staffeln pro Lauf – hellblau unterlegt – sowie die darüber hinaus zwei zeitschnellsten Teams – hellgrün unterlegt – qualifizierten sich für das Halbfinale.

### Vorlauf 1

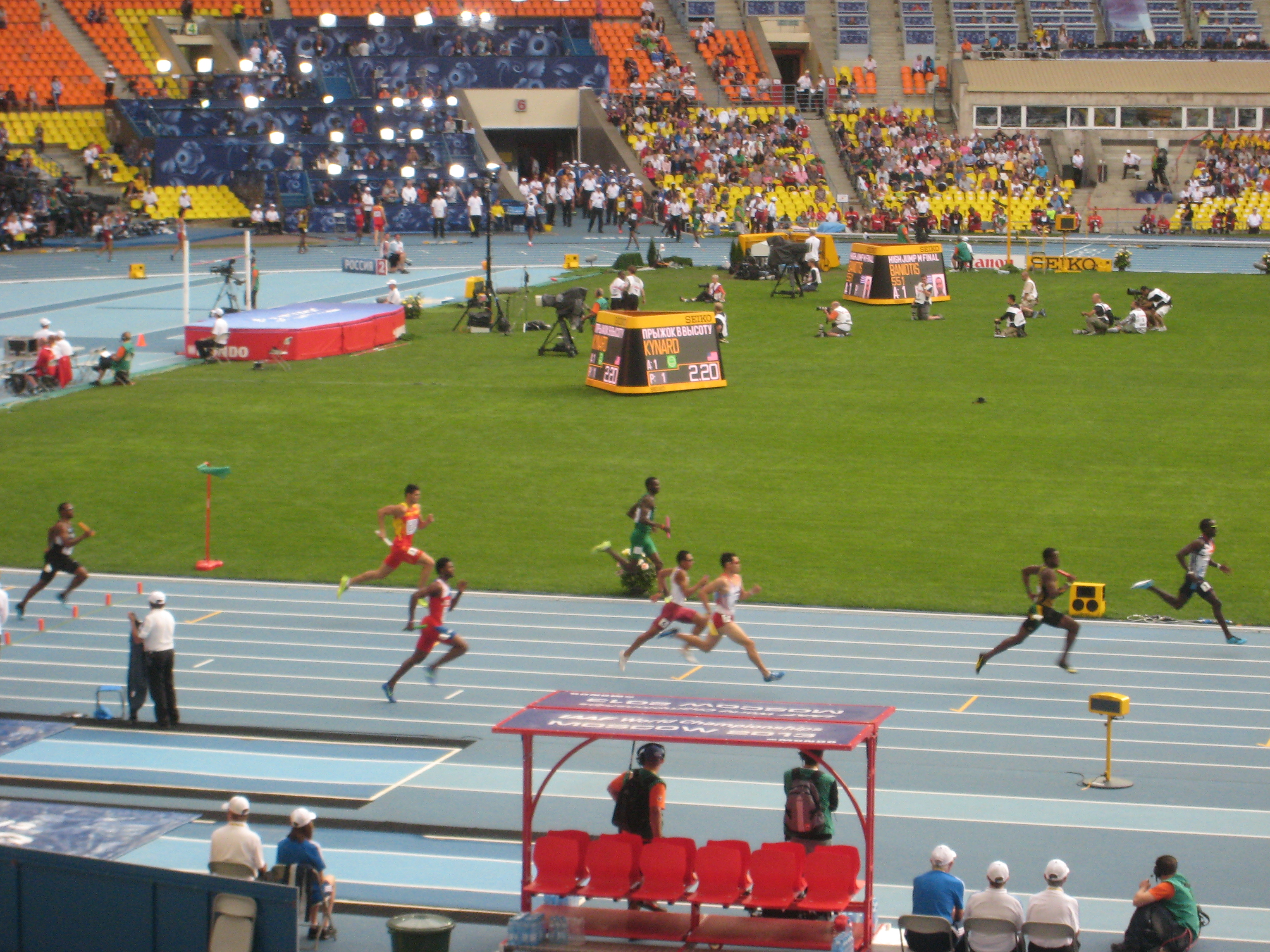
Die Läufer des ersten Vorlaufs auf der Strecke

15. August 2013, 19:05 Uhr
| Platz | Staffel                 | Besetzung                                                           | Zeit (min) |
| ----- | ----------------------- | ------------------------------------------------------------------- | ---------- |
| 1     | Jamaika                 | Rusheen McDonald Javere Bell (Vorlauf) Edino Steele Javon Francis   | 3:00,41 WL |
| 2     | Großbritannien          | Conrad Williams Michael Bingham Jamie Bowie (Vorlauf) Martyn Rooney | 3:00,50    |
| 3     | Venezuela               | Arturo Ramírez Alberto Aguilar José Meléndez Freddy Mezones         | 3:02,04    |
| 4     | Japan                   | Kengo Yamazaki Yūzō Kanemaru Hideyuki Hirose Hiroyuki Nakano        | 3:02,43    |
| 5     | Dominikanische Republik | Arismendy Peguero Gustavo Cuesta Yon Soriano Luguelín Santos        | 3:03,61    |
| 6     | Spanien                 | Roberto Briones Samuel García Mark Ujakpor Pau Fradera              | 3:04,07    |
| 7     | Nigeria                 | Noah Akwu Abiola Onakoya Tobi Ogunmola Isah Salihu                  | 3:04,52    |
| 8     | Botswana                | Pako Seribe Obakeng Ngwigwa Isaac Makwala Thapelo Ketlogetswe       | 3:05,74    |

### Vorlauf 2

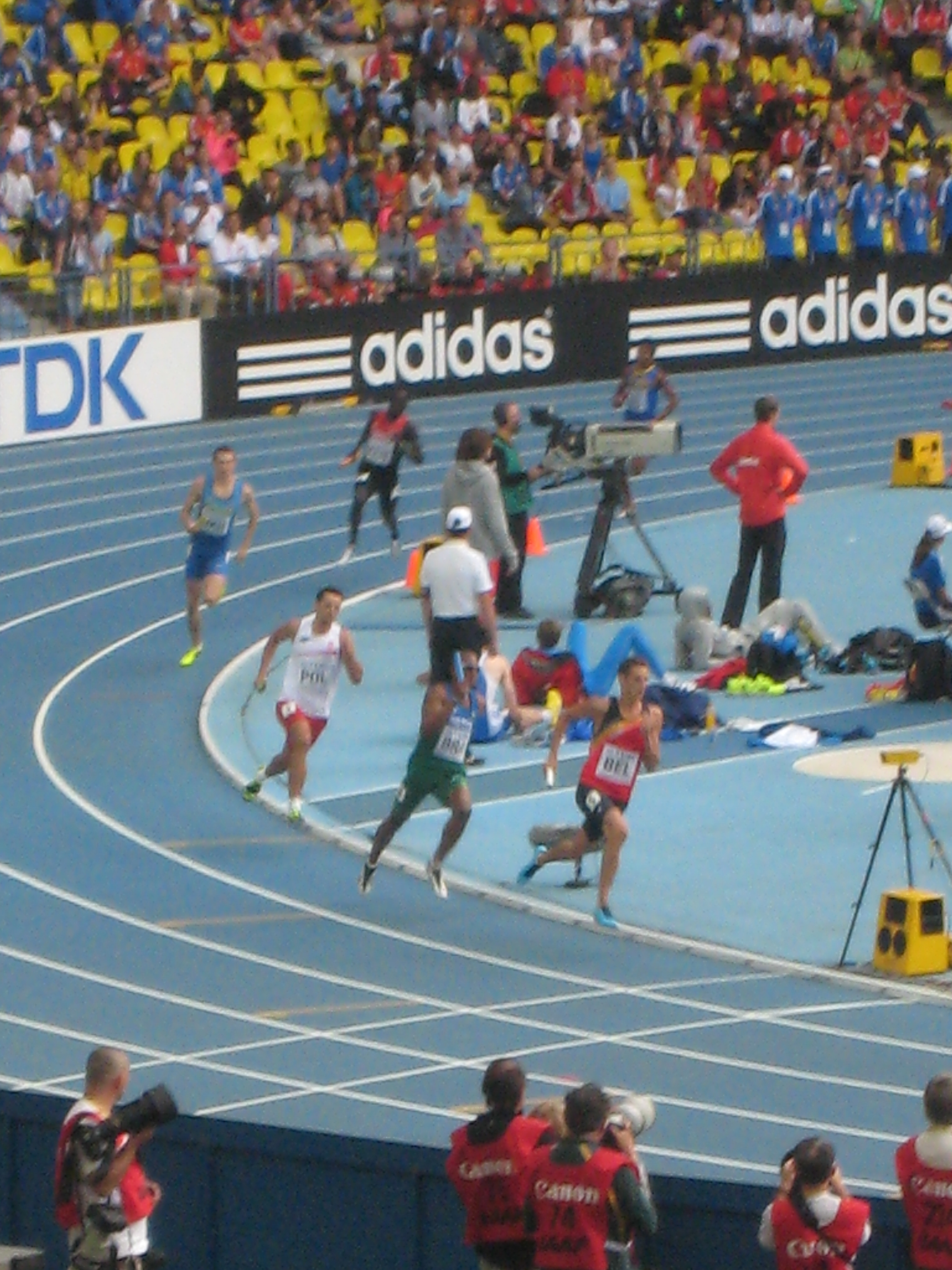
Zweiter Vorlauf

15. August 2013, 19:15 Uhr
| Platz | Staffel             | Besetzung                                                                             | Zeit (min) |
| ----- | ------------------- | ------------------------------------------------------------------------------------- | ---------- |
| 1     | USA                 | James Harris (Vorlauf) David Verburg Joshua Mance (Vorlauf) Arman Hall                | 2:59,85 WL |
| 2     | Trinidad und Tobago | Renny Quow Jarrin Solomon Lalonde Gordon Deon Lendore (Vorlauf)                       | 3:00,48    |
| 3     | Belgien             | Antoine Gillet (Vorlauf) Jonathan Borlée Dylan Borlée Kevin Borlée                    | 3:00,81    |
| 4     | Brasilien           | Pedro Luiz de Oliveira Wagner Cardoso Anderson Henriques Hugo de Sousa                | 3:01,09    |
| 5     | Polen               | Kacper Kozłowski Rafał Omelko Łukasz Krawczuk Marcin Marciniszyn                      | 3:01,73    |
| 6     | Ukraine             | Witalij Butrym Mychajlo Knysch Jewhen Huzol Wolodymyr Burakow                         | 3:04,98    |
| 7     | Kenia               | Mike Nyangau Alphas Kishoyian Anthony Chemut Moses Kertich                            | 3:06,29    |
| 8     | Sri Lanka           | T.H. Dulan Priyashantha Dilhan Aloka Chanaka R.J.M. Kalawala Kasun Kalhar Seneviratne | 3:06,59    |

### Vorlauf 3

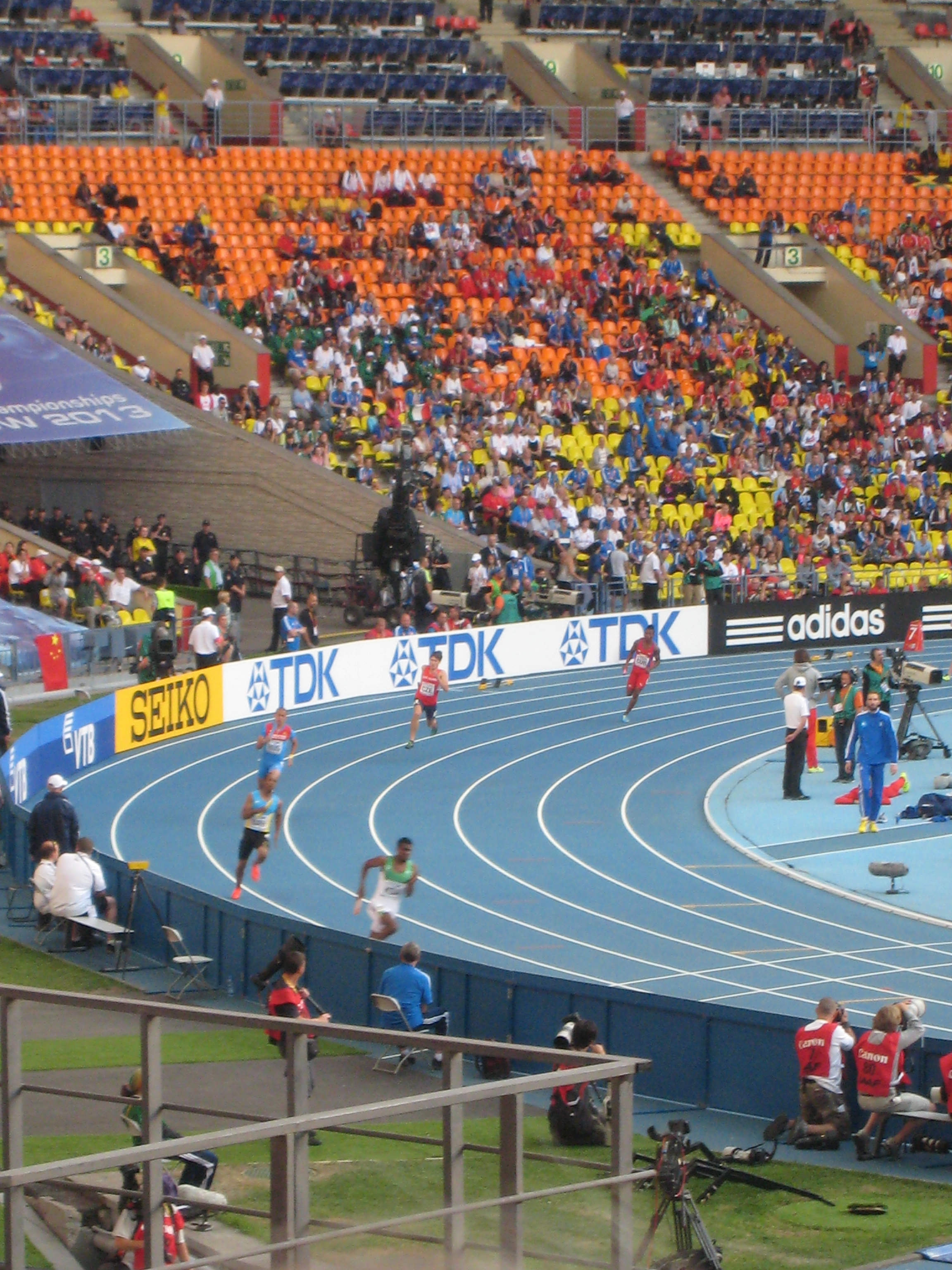
Dritter und letzter Vorlauf

15. August 2013, 19:25 Uhr
| Platz | Staffel       | Besetzung                                                                 | Zeit (min) | Anmerkung                              |
| ----- | ------------- | ------------------------------------------------------------------------- | ---------- | -------------------------------------- |
| 1     | Australien    | Steven Solomon Craig Burns Alexander Beck Tristan Thomas                  | 3:02,48    |                                        |
| 2     | Deutschland   | David Gollnow Eric Krüger Thomas Schneider Jonas Plass                    | 3:02,62    | eigentlich für das Finale qualifiziert |
| 3     | Bahamas       | Chris Brown Wesley Newmour LaToy Williams Ojay Ferguson                   | 3:02,67    |                                        |
| 4     | Italien       | Marco Lorenzi Isalbet Juarez Eusebio Haliti Matteo Galvan                 | 3:03,88    |                                        |
| 5     | Kuba          | Yoandys Lescay Raidel Acea Orestes Rodríguez Osmaidel Pellicier           | 3:04,26    |                                        |
| 6     | Tschechien    | Daniel Němeček Pavel Maslák Petr Lichý Jan Tesař                          | 3:04,54    |                                        |
| 7     | Saudi-Arabien | Ismail al-Sabiani Youssef Masrahi Mohammed Ali al-Bishi Mohammed al-Salhi | 3:04,55    |                                        |
| DOP   | Russland      | Maxim Dyldin Lew Mossin Sergei Petuchow Wladimir Krasnow                  | 3:01,81    | für das Finale zugelassen              |

## Finale

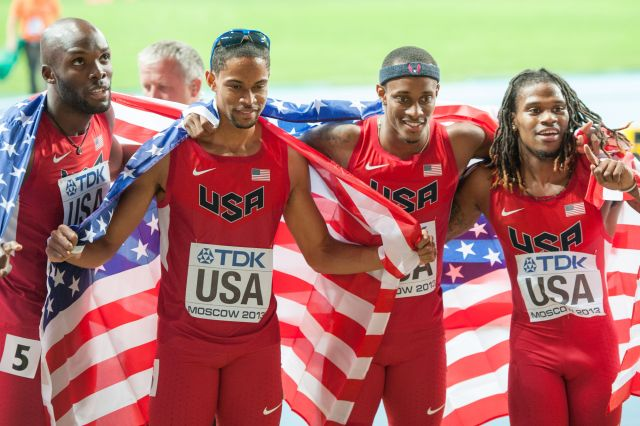
Die siegreiche US-Staffel (v. l. n. r.): LaShawn Merritt, Arman Hall, Tony McQuay, David Verburg

16. August 2013, 21:30 Uhr
| Platz | Staffel             | Besetzung | Zeit (min) |
| ----- | ------------------- | --- | ---------- |
| 1     | USA                 | David Verburg Tony McQuay (Finale) Arman Hall LaShawn Merritt (Finale) im Vorlauf außerdem: Joshua Mance James Harris | 2:58,71 WL |
| 2     | Jamaika             | Rusheen McDonald Edino Steele Omar Johnson (Finale) Javon Francis im Vorlauf außerdem: Javere Bell                    | 2:58,88    |
| 3     | Großbritannien      | Conrad Williams Martyn Rooney Michael Bingham Nigel Levine (Finale) im Vorlauf außerdem: Jamie Bowie                  | 3:00,88    |
| 4     | Belgien             | Jonathan Borlée Kevin Borlée Dylan Borlée Will Oyowe (Finale) im Vorlauf außerdem: Antoine Gillet                     | 3:01,02    |
| 5     | Trinidad und Tobago | Renny Quow Lalonde Gordon Jehue Gordon (Finale) Jarrin Solomon im Vorlauf außerdem: Deon Lendore                      | 3:01,74    |
| 6     | Brasilien           | Pedro Luiz de Oliveira Wagner Cardoso Anderson Henriques Hugo de Sousa                                                | 3:02,19    |
| 7     | Australien          | Steven Solomon Craig Burns Alexander Beck Tristan Thomas                                                              | 3:02,26    |
| DOP   | Russland            | Maxim Dyldin Lew Mossin Sergei Petuchow Wladimir Krasnow                                                              | 2:59,90    |

## Video
- Men 4x400 Metres Relay FINAL 2013 IAAF World Athletics Championships Moscow TVE, youtube.com, abgerufen am 26. Januar 2021